# Braunarlspitze
Die Braunarlspitze ist der höchste Gipfel in der Nordhälfte des Lechquellengebirges und daher vor allem aus dem Bregenzerwald sehr auffällig. Sie ist der Kulminationspunkt eines mehrere Kilometer langen, vom Butzensattel im Osten nach Westen ziehenden Kammes. Die Erstbesteigung gelang dem Mellauer Bergführer Mathias Wüstner im Jahre 1877 über den Nordgrat.

## Talorte / Stützpunkte
- Schröcken (Nähe Hochtannbergpass)
- Buchboden im Großen Walsertal
- Biberacher Hütte (im Nordwesten)
- Göppinger Hütte (im Südwesten)
- Oberlech (im Südosten)

Bei einer Besteigung im Rahmen einer Tagestour kommt man an diesen Hütten aber üblicherweise nicht vorbei.

## Besteigung
Die Besteigung der Braunarlspitze über den Nordgrat von Schröcken aus ist eine Bergtour, die im oberen Teil immer wieder Kletterstellen (I und I+) aufweist.
Von Schröcken (Parkplatz hinter der Kirche) geht man über die Fellealpe (Jausenstation) in das Fellbachtal hinein, überquert den Bach unter dem Wasserfall und steigt zum Hochbergsattel (Braunarlfürggele, 2145 m) hinauf. 
Vom Fürggele über den Weimarer Steig immer wieder in leichter Kletterei (I+), an einigen Stellen sind Sicherungen angebracht, und über karstige Schrofen zum Gipfel. 
Das Fürggele ist auch von der Biberacher Hütte über den Weimarer Steig zu erreichen (ab dem Schutzhaus bis zum Gipfel 3,5 Std.), sowie von Buchboden über den Fürggeleweg.
Der Theodor-Prassler-Weg führt durch die Südflanke der Braunarlspitze. Dieser Höhenweg verbindet Oberlech über den Butzensee mit der Göppinger Hütte. Vom Höhenweg zweigt auf etwa 2340 m ein über Schutt und Schrofen führender Steig ohne Kletterstellen, über den man in einer Stunde zum Gipfel gelangt, ab. Zu dieser Abzweigung kann man auch aus dem Lechtal, z. B. aus Zug, aufsteigen.

## Aussicht
Die Aussicht umfasst Berninagruppe, Rätikon, Berner Alpen (z. B. Finsteraarhorn, 167 km, Eiger, Wetterhorn), Verwallgruppe, Silvretta, Ötztaler Alpen (mit Durchblicken zu den Stubaier Alpen), Lechtaler Alpen, Wetterstein, Mieminger Berge, Allgäuer Alpen, Lechquellengebirge, Bregenzerwald, Alpstein, Glarner Alpen und viele andere Gebirgsstöcke im westlichen Teil der Ostalpen. Nach Westen reicht die Sicht u. a. bis zum 180 km entfernten Belchen, und zum Feldberg.

## Bilder

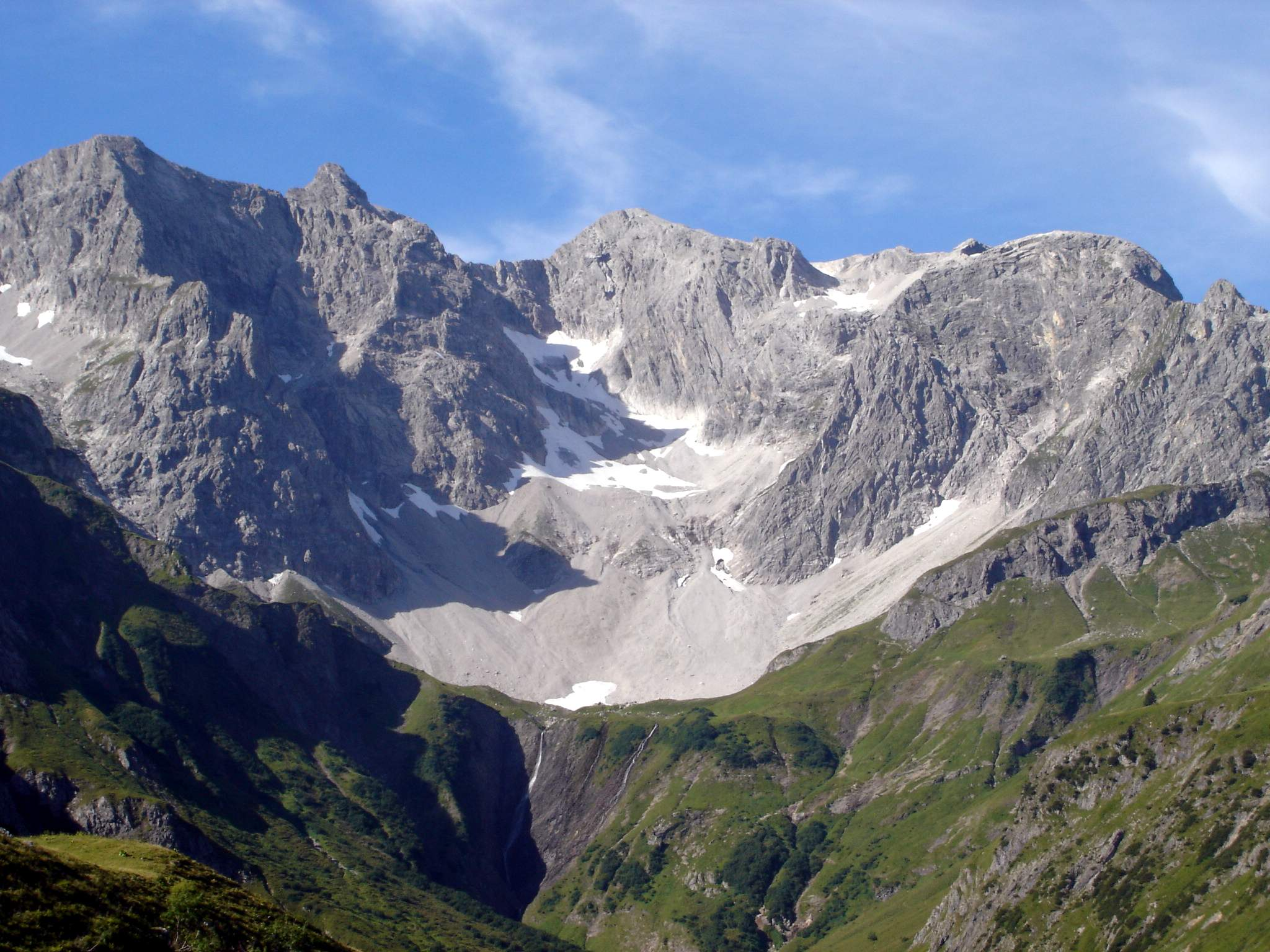
Von Schröcken
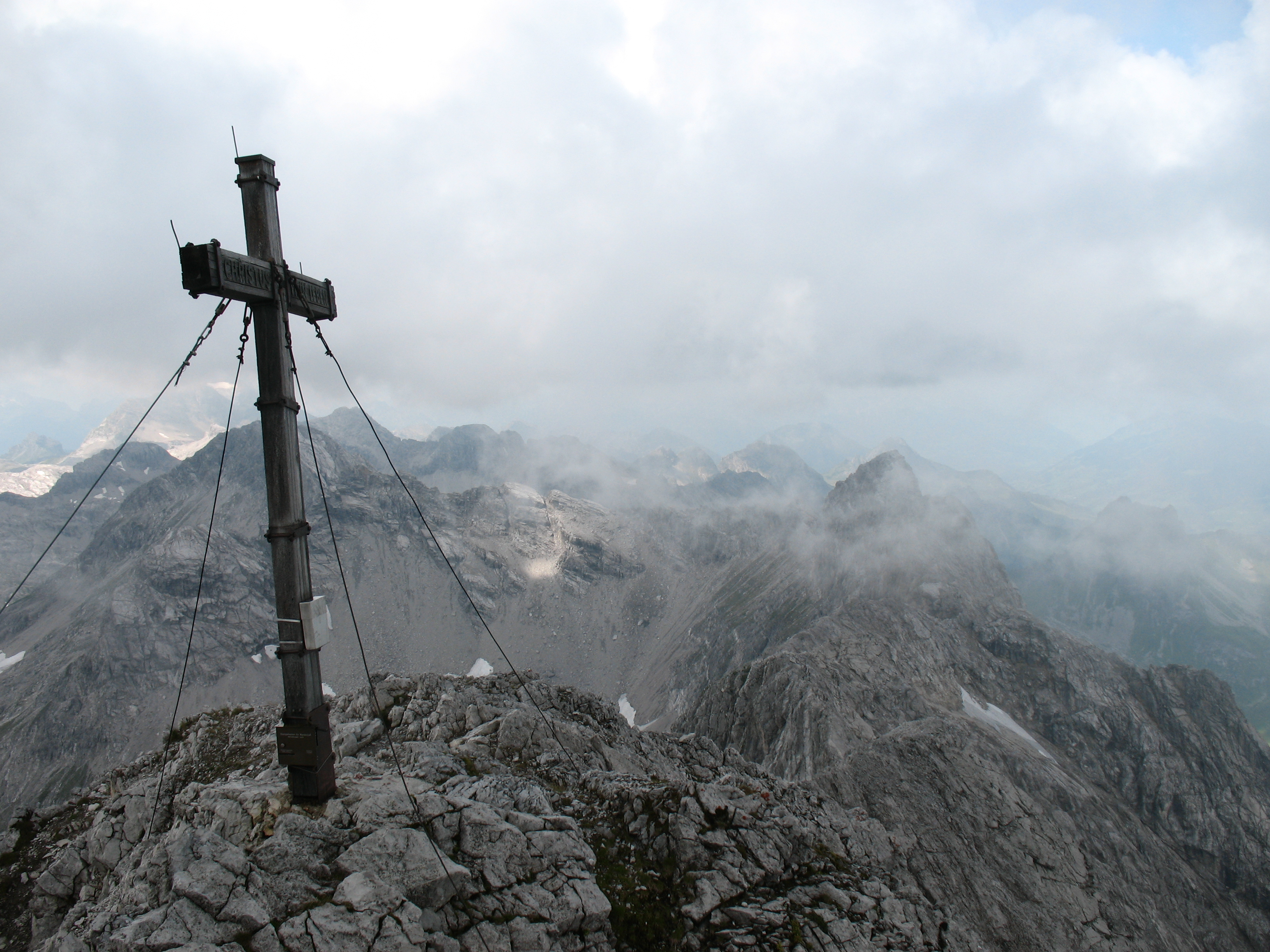
Gipfelkreuz
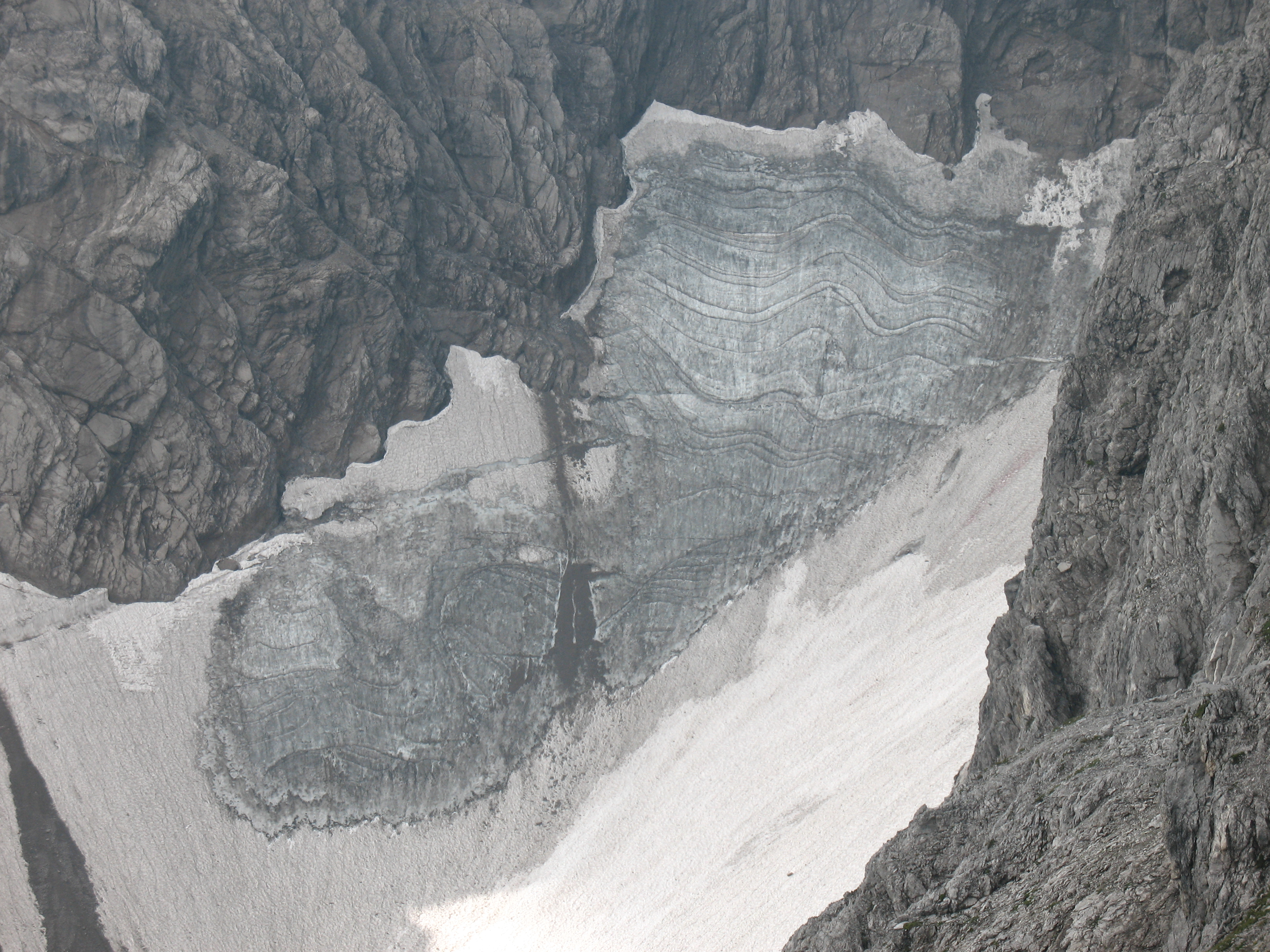
Hochgletscher in der Nordflanke
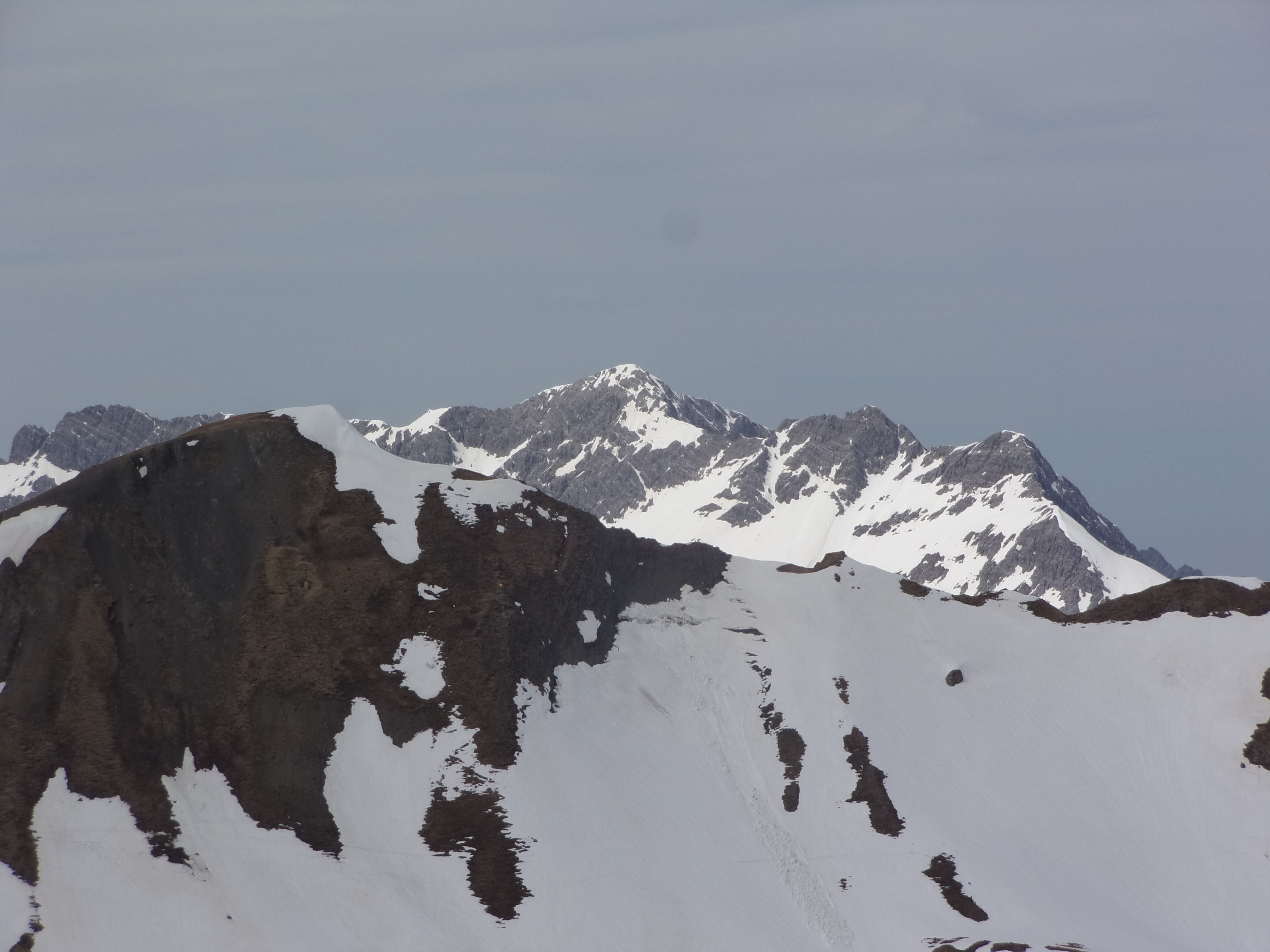
Braunarlspitze von der Hasenfluh, Madlochspitze links davor. Rechts neben der Braunarlspitze Kleinspitze und Butzenspitze, links hinten Orgelspitze.
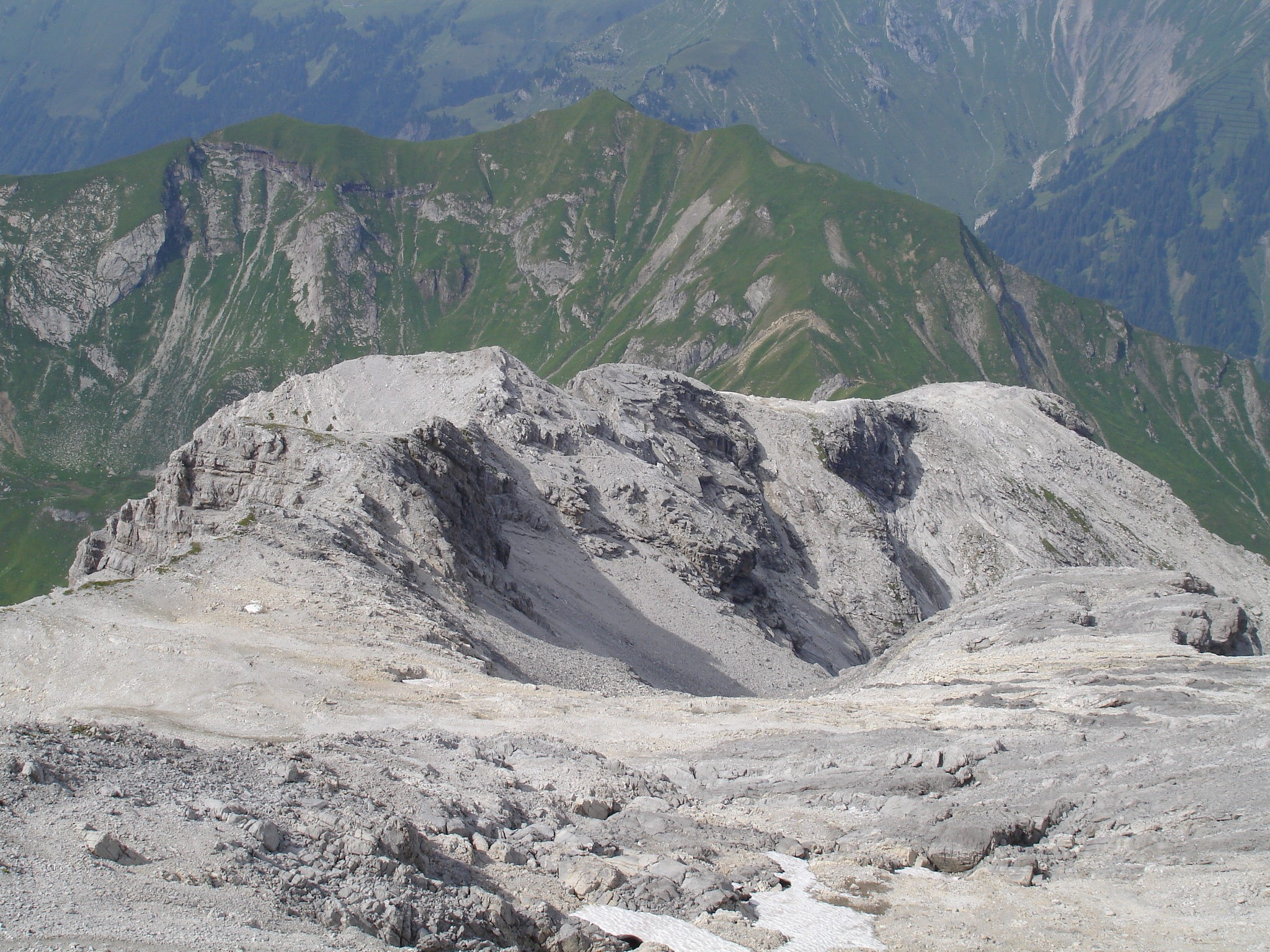
Blick vom Gipfel der Braunarlspitze auf den Nordgrat mit dem Weimarer Steig. Dahinter steht der grasbewachsene Hochberg.